# Jacques Dufilho
Jacques Dufilho est un comédien français, né le 19 février 1914 à Bègles (Gironde) et mort le 28 août 2005 à Lectoure (Gers).
Au cinéma, il incarne d'abord des personnages comiques de second plan, alternant films alimentaires oubliés ou productions plus ambitieuses où ses rôles marquèrent le public, notamment dans La Guerre des boutons d'Yves Robert ou Zazie dans le métro de Louis Malle. Familier de l'univers de Jean-Pierre Mocky, pour lequel il a joué plusieurs fois, Jacques Dufilho voit évoluer sa carrière dans les années 1970 à la faveur d'un premier rôle dans Une journée bien remplie de Jean-Louis Trintignant et d'un emploi de chef-mécanicien récompensé par un César du meilleur acteur dans un second rôle dans Le Crabe-tambour. Épicier patriote dans La Victoire en chantant de Jean-Jacques Annaud la même année 1976, film récompensé par un Oscar du meilleur film en langue étrangère, puis paysan bigouden dans l'adaptation par Claude Chabrol du Cheval d'orgueil, il obtient à nouveau le César du meilleur acteur dans un second rôle pour le personnage d'homosexuel mature dans Un mauvais fils de Claude Sautet en 1980. L'une de ses dernières compositions au cinéma est la figure controversée du maréchal Pétain dans le film homonyme de Jean Marbœuf.

## Biographie

### Famille et premières années
Issu d'une famille aisée de pharmaciens, originaires du Sud-Ouest de la France, Jacques Dufilho songe d'abord à devenir agriculteur. Sa passion pour le théâtre le rattrape à la fin des années 1930 où, élève de Charles Dullin à Paris, il débute sur les planches et dans les cabarets, imposant progressivement ses textes décalés et des personnages comiques, dont le plus célèbre reste Victorine, la domestique qui fait la Visite du château. Repéré par les metteurs en scène André Barsacq et Georges Vitaly, Dufilho enchaîne presque sans discontinuer des pièces du répertoire ou des créations contemporaines au cours de six décennies, d'abord comme figurant puis comme tête d'affiche. Son travail sur scène est récompensé par deux fois, notamment par un Molière du comédien en 1988 pour son rôle dans Je ne suis pas Rappaport, mise en scène par son ami Georges Wilson.

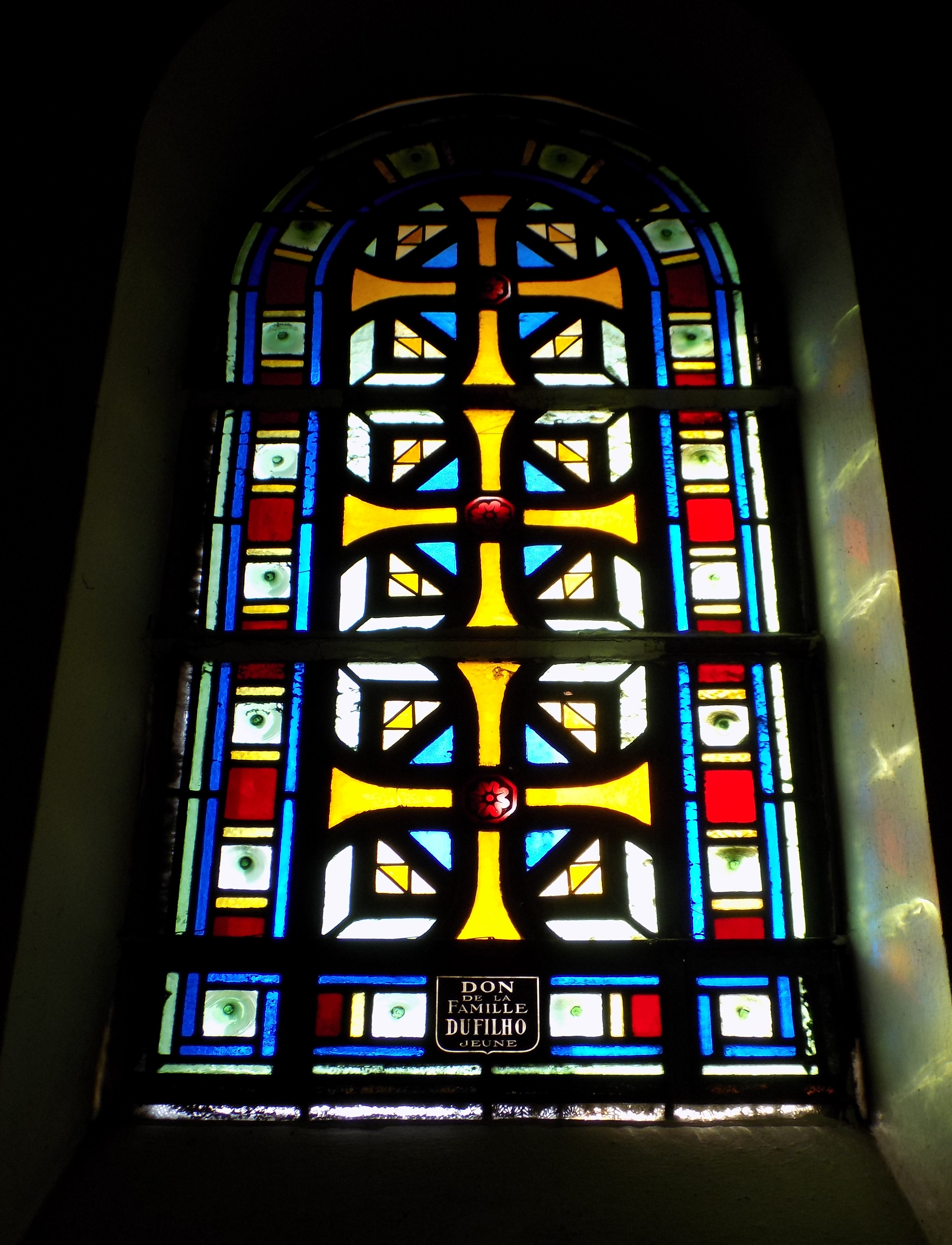
Jacques Dufilho a passé une partie de sa jeunesse entre Bègles et Bordeaux, dans une famille croyante et pratiquante. Un des vitraux de l'église Sainte-Geneviève fut même offert par sa famille lors de l'inauguration de l'édifice en 1927.

Les ancêtres de Jacques Dufilho sont originaires de Gascogne, dans le Sud-Ouest de la France et plusieurs d'entre eux se sont engagés dans l'activité pharmaceutique. Le plus célèbre, Louis Joseph Dufilho (1788-1824) quitte son Mirande natal au début du XIXe siècle pour s'établir à La Nouvelle-Orléans, aux États-Unis, y ouvrir la Pharmacie Dufilho au 514 Chartres Street et devenir le premier pharmacien diplômé d'Amérique du Nord.
Son frère Alexandre s'installe également outre-Atlantique pour devenir armurier, la guerre de Sécession l'obligeant à renoncer à son commerce. Le père (1883-1938) de Jacques Dufilho est lui aussi né à Mirande mais ne tente pas l'aventure américaine : après ses études en pharmacie, il préfère s'installer dans son village natal en 1906 puis revendre quelques années plus tard son officine pour devenir directeur d'une usine de produits chimiques et pharmaceutiques à Bègles (Gironde). Avec sa femme Joséphine, il a déjà deux enfants, Yvonne (1909-1985), laquelle va reprendre plus tard les affaires de son père et André (1912-2003), qui est médecin à Mirande puis devient écrivain à la fin de sa vie.
Jacques Dufilho naît dans la maison familiale de Bègles, route de Toulouse, quelques mois avant le déclenchement de la Première Guerre mondiale pendant laquelle son père est mobilisé comme pharmacien dans une ambulance puis à la production de gaz de combat. Son enfance, heureuse, est marquée par l'arrivée des Américains à Bordeaux en 1917, un souvenir marquant aux yeux du petit garçon, la découverte de la nature, de la botanique et du théâtre.
Vers l'âge de dix ans, lorsqu'il déménage avec ses parents rue Brun à Bordeaux, il assiste de plus en plus souvent son père, désormais directeur d'un laboratoire d'analyses médicales, comme apprenti-laborantin. Pour autant, son tempérament sérieux et sa curiosité ne lui permettent pas d'envisager, à l'instar du reste de sa famille, de longues études ; élève médiocre, il n'obtient de bonnes notes qu'en dessin et surtout en français ; discipline qu'il prend plaisir à découvrir par des lectures personnelles, notamment les romans d'aventures de Jules Verne ou Alexandre Dumas. Il obtient péniblement son certificat d'études, entre au lycée Montaigne de Bordeaux et échoue à l'examen du baccalauréat. Encouragé par son père qui ne peut se résoudre à le laisser entrer aux Beaux-arts, il intègre une formation de prothésiste dentaire pendant une année, avant de la quitter pour s'engager dans l'armée, au 2e régiment de hussards de Tarbes, pour une période de dix-huit mois. Il en sort au grade de brigadier.
Passionné par la nature et le monde rural depuis son enfance, sa vie rythmée par de nombreux voyages familiaux vers les villages gascons de ses ancêtres, Jacques Dufilho décide en 1936, au sortir de son service militaire, de devenir paysan. Son ambition première le pousse à emprunter de l'argent pour acquérir le château de Cornac et ses cent hectares de terrain, près du village de Ricourt, pour y cultiver la terre. S'il ne parvient pas à réunir les fonds suffisants, il fait pourtant l'acquisition d'une paire de bœufs et de deux vaches avec lesquels il commence son apprentissage chez des propriétaires des environs. Obstiné et heureux à une tâche qui n'est pas encore celle de l'agriculture industrielle, le jeune garçon développe pour ce métier, un profond attachement qui le suivra tout au long de sa vie.

### Débuts sur les planches et au cinéma
Les raisons qui poussent Jacques Dufilho à quitter son métier d'agriculteur pour devenir comédien restent incertaines mais coïncident avec la mort brutale de son père en 1938. Ainsi, il déclare dans une interview que sa première motivation, naïve, a été de faire du théâtre pour gagner de l'argent afin d'acheter la ferme qu'il n'a pas pu acquérir. À d'autres reprises, il relate une rencontre déterminante avec l'actrice Madeleine Lambert, venue dans la pharmacie de sa sœur à Barèges et qui aurait encouragé le jeune homme curieux à faire du théâtre, à s'inscrire aux cours de Charles Dullin de Paris,. Jacques Dufilho reçut le consentement maternel à une installation parisienne et son aide pour trouver une petite chambre à louer, rue Taitbout dans le 9e arrondissement. Après quelques hésitations, il ose enfin demander à Charles Dullin de pouvoir intégrer son cours, au théâtre de l'Atelier. Dufilho raconte souvent son arrivée en blouson de cuir et culotte de cavalier devant le maître, épris de chevaux, qui lui conseille de s'inscrire dans son école. Il y apprend rapidement son métier, l'improvisation, la manière de poser sa voix ou d'appréhender un personnage, aux côtés de jeunes espoirs tels que Georges Wilson, Alain Cuny, Madeleine Robinson ou Jean Marais, déjà vedette en devenir.
Encore élève chez Dullin, Jacques Dufilho fait ses réels débuts sur les planches en 1939, grâce à la Compagnie des Quatre Saisons fondée quelques années plus tôt par André Barsacq, Maurice Jacquemont et Jean Dasté. Ils assistent à l'une de ses auditions et l'engagent pour un petit rôle, dans deux pièces de Molière; Les Fourberies de Scapin et Le Médecin volant, toutes deux jouées sous un chapiteau de cirque, à l'occasion du cinquantenaire de la Tour Eiffel. La même année, il débute dans un petit rôle au cinéma pour le film inachevé de Marc Allégret, Le Corsaire, tourné aux Studios de la Victorine à Nice et interrompu par le déclenchement de la Seconde Guerre mondiale.
Jacques Dufilho est nommé au grade de maréchal des logis dans la réserve le 15 septembre 1936. Mobilisé le 1er septembre 1939 pour être affecté au dépôt de cavalerie 18, il reprend du service à la déclaration de guerre au sein du 29e Groupe de Reconnaissance de Division d'Infanterie (29e GRDI), dérivé du 2e Hussards, commandé par le chef d'escadrons de Rolland et unité de reconnaissance de la 35e Division d'Infanterie.
Il obtient son brevet de chef de peloton en décembre 1939 et participe à la campagne de 1940 au sein de l’escadron moto sous les ordres du capitaine de Lestrange. Durant cette période, il est posté trois fois quarante-cinq jours en première ligne. Sa conduite au feu lui vaut une citation à l’ordre du régiment le 20 juin 1940. Il est nommé au grade de maréchal des logis chef à compter du même jour. Devenu sous-officier adjoint, il est contraint quelques semaines plus tard, de se rendre devant la trop puissante Wehrmacht encerclant son unité. Il passe une vingtaine de jours dans un camp de prisonnier à Pont-Saint-Vincent, près de Nancy. Il recevra la croix de guerre puis la Légion d'honneur plusieurs années plus tard.

### L'Occupation allemande
Démobilisé en 1940, il retourne vivre un temps seul à Bordeaux puis retrouve son appartement de la rue Chappe à Paris pour continuer sa carrière de comédien. En juillet 1941, Dufilho participe à un spectacle en plein air intitulé 800 mètres, mis en scène par Jean-Louis Barrault dans le Stade Roland-Garros, au profit du Secours populaire français. Aux côtés de Jean Marais, Fernand Ledoux ou Louis Jourdan, il interprète un petit rôle de coureur.
À partir de 1943, Jacques Dufilho travaille pour la télévision allemande de Paris « Fernsehsender Paris » dans les studios mythiques du 13-15 rue Cognacq-Jay où il cottoie Mouloudji, Howard Vernon, Suzy Solidor, Henri Cochet, Léon Smet (père de Johnny Hallyday), le chorégraphe Serge Lifar ainsi que Serge Reggiani. En mars 1944, il obtient son certificat officiel d'acteur de la chaîne, notamment grâce à Suzanne Bridoux, ancienne secrétaire du pionnier de la télévision René Barthélémy, tout comme le marionnettiste Jacques Chesnais, les acteurs Pierre Risch, Olivier Hussenot, Jean-Pierre Grenier ainsi que le célèbre René Simon.
Jusqu'à la fin de la guerre, parachevant sa formation et cantonné aux figurations ou modestes rôles, il se voit engagé à plusieurs reprises dans des pièces mises en scène par Charles Dullin, notamment dans La Princesse des Ursins de Simone Jollivet ou Le Misanthrope et l'Auvergnat d'Eugène Labiche. Au cinéma, qui lui procure beaucoup plus d'argent que le théâtre pour un travail moins significatif, il enchaîne quelques apparitions, dont sa toute première dans Croisières sidérales en 1941 et une interprétation plus remarquée dans Premier de cordée de Louis Daquin en 1944, film pour lequel il est censé affronter les difficultés d'un tournage en décors naturels dans les Alpes.

### L'homme de théâtre
Il fait ses débuts au cabaret-théâtre en 1951 chez Agnès Capri.

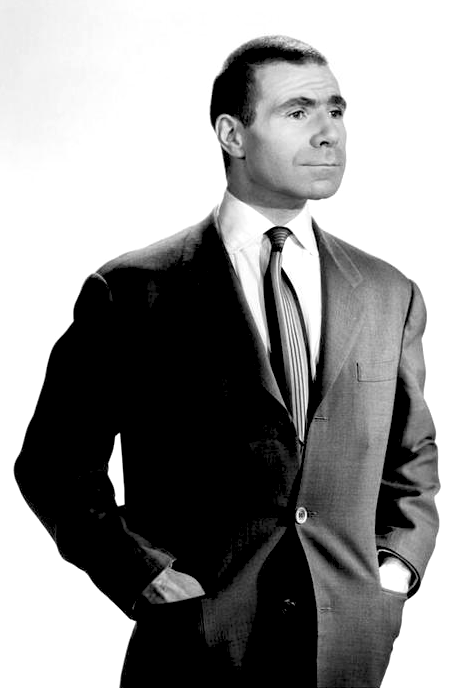
La silhouette longiligne reconnaissable de l'acteur (Studio Harcourt).

Son interprétation de L'Avare en 1962 reste pour lui, un moment de théâtre essentiel ; il joue également dans Colombe de Jean Anouilh, est l'interprète de Marcel Aymé, à chaque fois sous la direction d'André Barsacq et dans des œuvres de Jacques Audiberti. Dufilho obtient un vif succès dans Le Gardien d'Harold Pinter en 1969, ainsi que dans L'Escalier de Charles Dyer, mis en scène par Georges Wilson, avec lequel il montera également Les Aiguilleurs et Léopold le bien-aimé.
Homme de théâtre reconnu, Jacques Dufilho reçoit un Molière du meilleur acteur en 1988 pour son rôle dans Je ne suis pas Rappaport de Herb Garner.

### L'acteur de cinéma

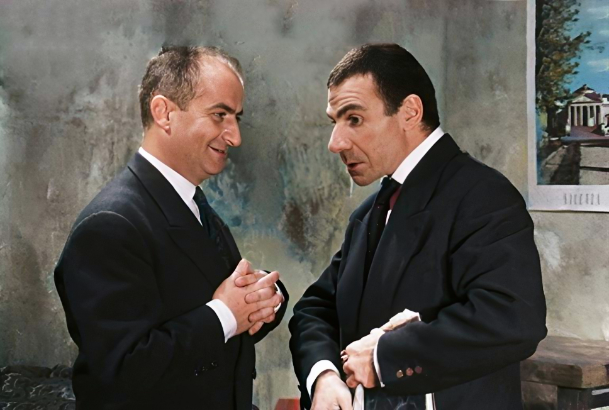
Louis de Funès et Jacques Dufilho lors du tournage de Fripouillard et Cie (1959), en Italie.

Sa carrière cinématographique, souvent dans des seconds rôles, en France et en Italie, est considérable avec plus de 160 films.
Dufilho est remarqué à l'écran en 1948, avec un rôle dans La Ferme des sept péchés de Jean Devaivre. Il joue en particulier dans des films signés par Jean Delannoy, André Hunebelle, Yves Robert, Louis Malle, Michel Audiard, Claude Chabrol, Jean Becker, Claude Sautet...

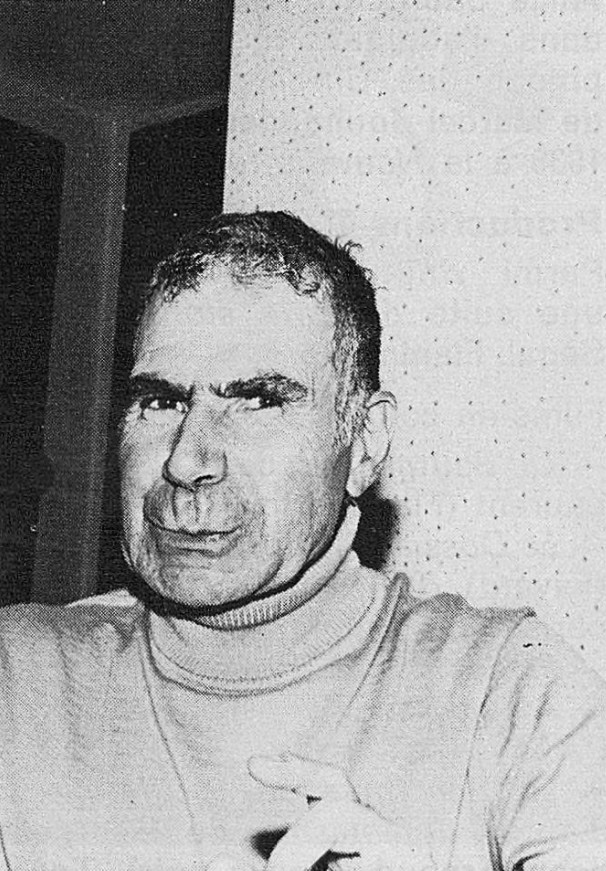
Jacques Dufilho en 1978.

En 1978, il obtient le César du meilleur acteur dans un second rôle pour sa prestation dans Le Crabe-tambour de Pierre Schoendoerffer, récompense qui lui est à nouveau décernée 3 ans plus tard avec Un mauvais fils de Claude Sautet en 1981. En 1988, il remporte le 7 d'or du meilleur comédien dans un téléfilm, Une femme innocente (tourné en 1986).
En 2003, il publie une autobiographie intitulée Les Sirènes du bateau-loup (Fayard).

### Dernières années et fin de vie
En mai 1991, Jacques Dufilho commence le tournage du film Les Enfants du naufrageur sur l'île-de-Bréhat aux côtés de Brigitte Fossey et Jean Marais, qu'il a connu aux cours de Charles Dullin dans leur jeunesse, sous la direction de Jérôme Foulon. Si le film ne rencontre qu'un succès d'estime auprès du public, il obtient toutefois plusieurs prix du meilleur film dans des festivals européens. Un projet plus ambitieux l'attend ensuite : l'adaptation au cinéma des années de pouvoir du maréchal Pétain par le réalisateur Jean Marbœuf et l'historien Marc Ferro. Le producteur Jacques Kirsner insiste pour que son Pétain soit porté par une composition de Dufilho, pour l'occasion affublé de lentilles bleues, le crâne en partie rasé pour se rapprocher le plus possible de la physionomie du personnage. Face à Jean Yanne en Pierre Laval, aux côtés d'une imposante distribution. Le tournage du film s'étend sur dix-huit semaines, dont plusieurs à Vichy, sur les lieux mêmes que fréquentaient pendant l'Occupation les figures représentées à l'écran. Alors que le réalisateur s'oppose au producteur pour des questions de montage, Jacques Dufilho déclare envisager le rôle de Pétain « comme un avocat défend un personnage qu'il aime bien ». À la sortie du film, une partie de la presse l'accuse de vouloir rendre sympathique le vieux maréchal et de confondre ses opinions politiques avec son interprétation. Aujourd'hui, ce grief est régulièrement repris par les critiques lorsque le film est évoqué dans les médias. Pour autant, l'acteur a toujours nié une volonté manifeste de glorifier les années du régime de Vichy ou la figure de son chef ; Il affirme avoir suivi scrupuleusement le scénario et les indications du réalisateur. Rétrospectivement, Jacques Dufilho déclare regretter d'avoir accepté ce rôle.
Au milieu des années 1990, Jacques Dufilho ralentit progressivement ses activités cinématographiques. Après l'interprétation d'une pièce de boulevard aux côtés de Danielle Darrieux au théâtre du Gymnase et diffusée à la télévision, Ne coupez pas mes arbres, l'acteur monte une dernière fois sur scène avec son ami Georges Wilson, dans Show bis en 1993. La pièce raconte l'histoire de deux vieux comédiens se retrouvant pour un ultime spectacle.
L'année suivante, il préside la 8e nuit des Molières et il est longuement applaudi par le public présent avant de déclarer, avec humour, qu'il n'est qu'un « vieux paysan sévère, bourru » et de raconter une anecdote d'enfance sur la manière d'ouvrir les enveloppes. Dans Quelque part dans cette vie, jouée plusieurs mois en tournée puis au Théâtre Marigny entre 1993 et 1995, il fait la connaissance de la comédienne Sonia Vollereaux avec laquelle il va nourrir une réelle complicité. Dans Le Voyage, mise en scène par Michel Fagadau, où il interprète un ancien déporté, Jacques Dufilho prend conscience des failles de sa mémoire liées à son âge et il est contraint d'annuler une représentation, ayant oublié tout son texte. De plus en plus handicapé par cet état de santé, il décide de faire ses adieux au théâtre en 1998, retrouvant pour Ma petite fille, mon amour deux partenaires qu'il affectionne, Danielle Darrieux et Sonia Vollereaux.
En 1999, François Dupeyron choisit Jacques Dufilho pour interpréter un vieil agriculteur dans C'est quoi la vie ?, drame montrant les difficultés du monde paysan français à l'orée du XXIe siècle. Sa composition lui vaut la Coquille d'argent du meilleur acteur au Festival international du film de Saint-Sébastien et une seconde nomination au César du meilleur acteur dans un second rôle.
La même année, il fait une courte apparition dans Les Enfants du marais de Jean Becker en interprétant le vieux, ancestral habitant du marais heureux de céder sa cabane à Jacques Gamblin à la fin de sa vie. Là-haut, un roi au-dessus des nuages, sortit en 2004 avec Philippe Clay et Bruno Cremer, ne marque pas seulement la fin de la carrière cinématographique de Jacques Dufilho ; il est aussi le dernier film de son réalisateur Pierre Schoendoerffer, lequel avait offert à Dufilho, son premier César quelques années auparavant avec Le Crabe-tambour. Pour son petit rôle de recteur, Dufilho ne tourne que quelques jours mais un assistant est invité à lui écrire son texte sur un tableau derrière la caméra, pour pallier ses trous de mémoire.
Jacques Dufilho meurt à Lectoure (Gers), le dimanche 28 août 2005, à l'âge de 91 ans. La presse salue la disparition d'un « comédien-paysan », d'un « paysan gascon » et d'une « gueule comme il n’en existe plus ».
Ses obsèques sont célébrées en toute simplicité le mercredi suivant, à l'église Sainte-Marie de Mirande, en présence de Claude Rich, Sonia Vollereaux et du ministre de la Culture Renaud Donnedieu de Vabres,, évoquant au nom de la République l'un « des plus grands acteurs de notre époque ».
Jacques Dufilho est inhumé dans l'intimité familiale, dans le petit cimetière de Ponsampère, où il a possédé une ferme dans laquelle il a résidé lors de son temps libre, son frère André ayant été médecin généraliste à 7 km, dans le bourg de Mirande.

### Vie privée
Discret sur sa vie privée, préférant dès que possible le calme et la simplicité de ses terres gasconnes à l'agitation parisienne, Jacques Dufilho a pourtant nourri une passion pour les automobiles Bugatti, qu'il reconstruira et collectionnera une partie de sa vie. En outre, il assume volontiers être en décalage avec son époque quand il s'affirme catholique traditionaliste, adepte de la messe en latin et monarchiste. Jacques Dufilho est très discret sur sa vie privée et ne l'évoque presque jamais dans ses interviews. Il se marie en octobre 1947 avec Colette Colas (1920-2006) et emménage avec elle dans le petit appartement qu'il possède rue Chappe à Paris, avant de déménager quelques années plus tard boulevard Saint-Michel,. Le couple donne naissance à une fille, Colette Dufilho-Legendre, née en 1954 et narratrice de contes pour enfants,.

## Personnalité et engagements

### Une passion pour l'automobile

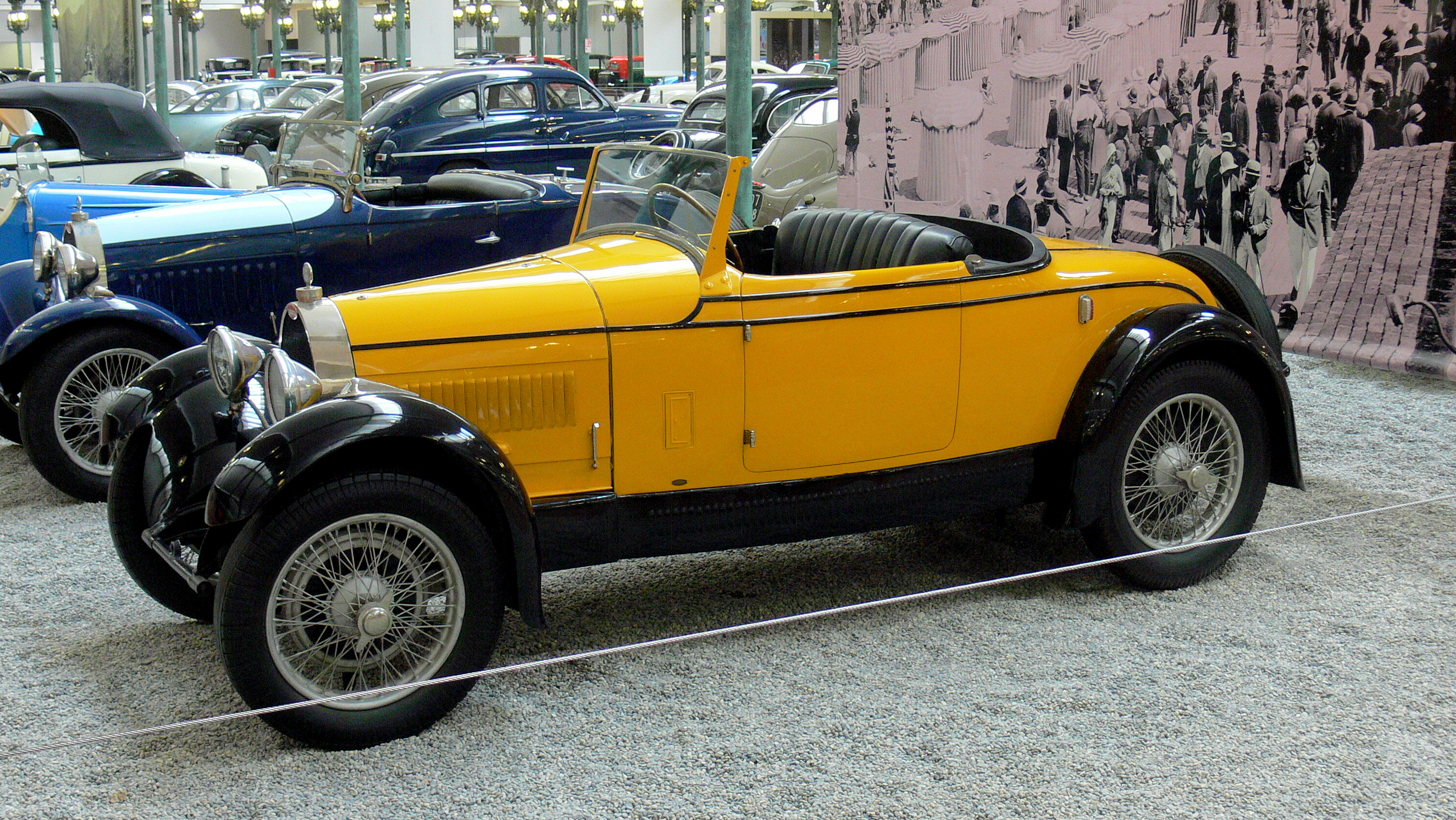
Après l'acquisition d'un Type 40 en mauvais état au sortir de la guerre, Jacques Dufilho développe une véritable passion pour les luxueuses automobiles Bugatti tout au long de sa vie.

La passion de Jacques Dufilho pour l'automobile remonte à son enfance, marquée par de longs voyages sur les routes entre Bordeaux et Mirande dans les voitures de son père. En âge de conduire, il acquiert plusieurs voitures qu'il restaure avec ses premiers salaires, dont une Peugeot Type 172 R Cabriolet. Amateur de Citroën, il possède plusieurs 2 CV, des breaks Ami 6 et une BX, qu'il utilise pour sa conduite au quotidien.
Après la guerre, il hérite par l'intermédiaire de son frère, d'un châssis de Bugatti Type 40 quatre cylindres, en très mauvais état. Il entreprend patiemment de remettre en état de marche. Dès lors, se développe chez lui une passion confinant à la ferveur religieuse pour la luxueuse marque Bugatti, obsession coûteuse qu'il assouvit en achetant la plupart du temps et à moindre coût, des châssis abîmés. Au cours de sa vie, outre la Type 40, Jacques Dufilho a possèdé cinq autres Bugatti, dont un Type 57 de 1937 ; un Type 37 à compresseur qu'il restaure pendant plus de dix ans et vend aux enchères à Fontainebleau en 1982 pour la somme de 720 000 francs ; un Type 44 qu'il offre à un collectionneur suisse,. Plus désireux de confort de conduite que de sensations de vitesse, il renonce cependant progressivement à utiliser ces voitures au quotidien pour des raisons de coût et s'en sépare définitivement pour payer ses impôts.

### Opinions religieuses et politiques
L'enfance de Jacques Dufilho a été marquée par la religion catholique : la famille assiste à la messe tous les dimanches ainsi qu'aux cérémonies religieuses à l'église Sainte-Geneviève de Bordeaux, paroisse à laquelle elle a offert deux vitraux. Pieux, enfant de chœur, le petit garçon développe un goût pour la prière solitaire et il ne s'en est jamais détaché. Il évoque même l'idée de devenir prêtre lorsqu'il échoue à son baccalauréat ; quelques jours passés dans une communauté de trappistes le détournent toutefois de cette idée, préférant la vie active et le contact avec le monde. Adulte, sa pratique religieuse ne change pas : fidèle au dogme et aux rites de l'Église catholique, il se perçoit comme un catholique traditionaliste, regrettant la messe en latin et les changements apportés par le concile de Vatican II. Il assume lire la revue Una Voce (fédération catholique traditionaliste attachée au rite tridentin) et fréquenter régulièrement l'église Saint-Nicolas-du-Chardonnet, lieu de culte parisien des catholiques de la Fraternité sacerdotale Saint-Pie-X. S'il considère le pardon et la rédemption comme deux valeurs essentielles de la doctrine chrétienne, il ne croit pas à la résurrection des corps[réf. nécessaire]. Probablement inspiré par sa mère, Jacques Dufilho se considère également comme un monarchiste légitimiste, par fidélité à Louis XVI et Marie-Antoinette, partisan d'une restauration royale et constitutionnelle. Plus inspiré par des motifs religieux que politiques, il perçoit avant tout dans la monarchie, « l'ordre du divin ». Néanmoins très pudique sur sa vie privée et ses opinions, il a coutume de répondre, lorsqu'on lui pose la question, qu'il est un « monarchiste de gauche et un anarchiste de droite ».
En 1993, il reçoit le prix Renaissance des arts, distribué par le Cercle renaissance.
Ses convictions politiques n'ont pas influencé ses choix artistiques : il va jusqu'à interpréter le révolutionnaire Marat dans le film Marie-Antoinette reine de France, réalisé par Jean Delannoy en 1955. En revanche, Jacques Dufilho refuse un rôle dans Le Miraculé de Jean-Pierre Mocky, ne voulant pas participer à un film qui tourne en dérision la foi chrétienne et les miracles de Lourdes.

## Filmographie

### Cinéma
La filmographie de Jacques Dufilho est considérable et s'étale sur près de sept décennies. De ses débuts en 1939 dans Le Corsaire, film inachevé de Marc Allégret, jusqu'à sa dernière interprétation de recteur dans Là-haut, un roi au-dessus des nuages de Pierre Schoendoerffer en 2004, 170 rôles, partagés entre le cinéma et la télévision, jalonnent son parcours à l'écran et imposent progressivement la silhouette de l'acteur au grand public. Pour autant, Jacques Dufilho n'a pas été une vedette de premier plan, ce qu'il n'a jamais souhaité être,.
On peut facilement distinguer plusieurs temps dans la filmographie de l'acteur. La première, la plus longue, est marquée par une succession de rôles que Jacques Dufilho qualifie volontiers d'« insignifiants » ou d'« alimentaires »,. Souvent brèves, ces petites apparitions sont la plupart du temps comiques ou burlesques, Dufilho incarnant à l'écran des garçons d'étage, des domestiques ou des paysans dans des films d'époque tels que Caroline chérie (1951), Notre-Dame de Paris (1956) ou encore Le Bon Roi Dagobert (1963) ou dans des comédies militaires tournées à la chaîne, à l'image des Bidasses en folie (1971) ou de La Brigade en folie (1973). Il tourne à la même époque, une vingtaine de films similaires en Italie. Bien qu'il reste lucide sur la qualité de ces productions, elles n'en demeurent pas moins très rentables au regard de ses cachets au théâtre.
Pour Serge Regourd, son physique, ce « museau de fouine aux petits yeux perçants, sourire sardonique sous cape », et son caractère introverti participent aussi à enfermer Jacques Dufilho dans un « type d'emploi commandé par son apparence », les réalisateurs ne cherchant pas à exploiter davantage son potentiel. Au tournant des années 1970, plusieurs rôles d'envergure donnent un nouvel élan à sa carrière : tête d'affiche dans Une journée bien remplie (1972) et Ce cher Victor (1975), l'acteur décroche par deux fois le César du meilleur acteur dans un second rôle, pour son rôle de chef-mécanicien breton dans Le Crabe-tambour en 1977 et, trois ans plus tard, pour son interprétation d'Adrien Dussart, homosexuel vieillissant face à Patrick Dewaere dans Un mauvais fils. Autour d'autres seconds-rôles comme Jean Carmet ou Maurice Barrier, il est l'un des interprètes du premier film de Jean-Jacques Annaud, La Victoire en chantant, dont le succès public limité ne l'empêcha pas de décrocher l'Oscar du meilleur film étranger.
En marge de cette reconnaissance, il est un familier de l'univers des films de Jean-Pierre Mocky, avec lequel il tourne cinq fois. Dans la dernière partie de sa carrière, Jacques Dufilho ralentit son rythme de tournage et accepte d'interpréter des personnages plus graves, souvent liés au monde rural qu'il affectionne (Le Cheval d'orgueil, La Vouivre, C'est quoi la vie ?, Les Enfants du marais). Il incarne en 1993, l'une des rares incarnations du maréchal Pétain à l'écran, un rôle auquel certains critiques l'identifient par amalgame, à ses opinions politiques personnelles.

### 1939-1949
- 1939 : Le Corsaire (film inachevé) de Marc Allégret
- 1941 : Croisières sidérales d'André Zwobada : un bûcheron
- 1942 : Adieu Léonard de Pierre Prévert : le marchand de marrons
- 1942 : Étoiles de demain de René-Guy Grand : lui-même
- 1944 : Premier de cordée de Louis Daquin : Fernand Lourtier
- 1947 : Le Bateau à soupe de Maurice Gleize : Zélize
- 1947 : Brigade criminelle de Gilbert Gil : Lucien
- 1948 : La Figure de proue de Christian Stengel: le commandant Clément
- 1948 : Le Destin exécrable de Guillemette Babin de Guillaume Radot : le curé
- 1948 : La Ferme des sept péchés de Jean Devaivre : François Sovignant
- 1949 : Histoires extraordinaires de Jean Faurez : le conscrit ivre

### 1950-1959
- 1950 : Vendetta en Camargue de Jean Devaivre : Zacramir
- 1951 : Caroline chérie de Richard Pottier: le valet de Pont-Bellanger / Giuseppe
- 1951 : Bibi Fricotin de Marcel Blistène : l'oncle
- 1951 : Deux sous de violettes de Jean Anouilh : l'employé du gaz
- 1952 : Le Rideau rouge (Ce soir on joue McBeth) d'André Barsacq : un acteur
- 1952 : Le Chemin de Damas de Max Glass : Pierre
- 1953 : Un caprice de Caroline chérie de Jean Devaivre : Giuseppe
- 1953 : Ma femme, ma vache et moi de Jean Devaivre
- 1953 : Saadia d'Albert Lewin : le chef des bandits
- 1954 : Le Chevalier de la nuit de Robert Darène : le policier Machard
- 1954 : Sang et Lumières de Georges Rouquier : Chispa
- 1954 : Cadet Rousselle d'André Hunebelle : Carlos
- 1955 : Marie-Antoinette reine de France de Jean Delannoy : Marat
- 1955 : Milord l'Arsouille d'André Haguet
- 1956 : Mon curé chez les pauvres d'Henri Diamant-Berger : Fernand
- 1956 : Courte Tête de Norbert Carbonnaux : le garçon d'écurie
- 1956 : La vie est belle de Roger Pierre et Jean-Marc Thibault : le chef de la fanfare
- 1956 : Notre-Dame de Paris de Jean Delannoy : Guillaume Rousseau
- 1957 : Ce sacré Amédée de Louis Félix: Placard
- 1957 : Jusqu'au dernier de Pierre Billon : Pépé
- 1957 : Que les hommes sont bêtes de Roger Richebé : l'inspecteur
- 1957 : La Route joyeuse (The Happy Road) de Gene Kelly : Michel Bertrand
- 1957 : Mademoiselle Strip-tease de Pierre Foucaud : Pedro
- 1957 : Nathalie de Christian-Jaque : Simon, le domestique
- 1957 : Les Espions de Henri-Georges Clouzot : Un réparateur de porcelaine, indicateur (3s à l'écran)
- 1958 : Sous la terreur (A Tale of Two Cities) de Ralph Thomas
- 1958 : Le Temps des œufs durs de Norbert Carbonnaux : Jules Grandvivier
- 1958 : Chéri, fais-moi peur de Jack Pinoteau : Émile, le garçon d'étage
- 1958 : Et ta sœur de Maurice Delbez : Puymartin, l'auteur
- 1958 : Taxi, Roulotte et Corrida d'André Hunebelle : le client du taxi
- 1958 : Maxime d'Henri Verneuil : Flick
- 1959 : Le Petit Prof de Carlo Rim : le chef du service de l'état civil
- 1959 : Bobosse d'Étienne Périer : Gaston, le valet de chambre
- 1959 : Fripouillard et Cie (I tartassati) de Steno : le superintendant de la prison
- 1959 : Julie la Rousse de Claude Boissol : le garçon d'étage
- 1959 : Signé Arsène Lupin d'Yves Robert : Albert, le valet de chambre
- 1959 : Le travail c'est la liberté de Louis Grospierre : l'agent Grosjean

### 1960-1969
- 1960 : X.Y.Z. de Philippe Lifchitz : voix
- 1960 : Prémédiation d'André Berthomieu : Martinot
- 1960 : Zazie dans le métro de Louis Malle : Ferdinand Gridoux
- 1961 : Les Vierges de Rome (Le vergini di Roma) de Carlo Ludovico Bragaglia et Vittorio Cottafavi
- 1961 : Dans la gueule du loup de Jean-Charles Dudrumet : Paul Prunier
- 1961 : Dans l'eau... qui fait des bulles ! (Le Garde-champêtre mène l'enquête) de Maurice Delbez : le fossoyeur
- 1961 : Le Monocle noir de Georges Lautner : Charvet, le guide
- 1961 Tintin et le Mystère de La Toison d'or de Jean-Jacques Vierne : Dupond et Dupont (voix)
- 1962 : La Guerre des boutons de Yves Robert : le père de l'Aztec
- 1962 : Un clair de lune à Maubeuge de Jean Chérasse : le directeur de la Maison de la Radio
- 1962 : Les Travestis du diable - court métrage, documentaire - de Jean de Bravura : narrateur
- 1962 : L'Âge d'or du fer - court métrage, documentaire - de Jacques Valentin : narrateur
- 1962 : Snobs ! de Jean-Pierre Mocky : Lambotte et son frère
- 1962 : La Poupée de Jacques Baratier : l'indien
- 1963 : Clémentine chérie de Pierre Chevalier : la servante espagnole
- 1963 : L'assassin connaît la musique... de Pierre Chenal : le physicien
- 1963 : Le Coup de bambou de Jean Boyer : le chauffeur de taxi
- 1963 : Dragées au poivre de Jacques Baratier : Monsieur Alfonso
- 1963 : Le Bon Roi Dagobert de Pierre Chevalier : Chilperic
- 1963 : La prima donna - court métrage (10 min) - de Philippe Lifchitz : voix - journaliste de "Dimanche Echo"
- 1964 : La Cité de l'indicible peur / La Grande Frousse de Jean-Pierre Mocky : Gosseran
- 1964 :  Voir Venise... et crever ou Agent spécial à Venise d'André Versini : César, le majordome
- 1964 : La Rancune de Bernhard Wicki : Fisch
- 1964 : Spuit Elf (nl) de Paul Cammermans : Rogier
- 1964 : Mayeux le bossu - court métrage (11 min) - d'André Charpak : narrateur
- 1965 : L'Or du duc de Jacques Baratier : Annibal
- 1965 : James Tont operazione D.U.E. de Bruno Corbucci : Y
- 1965 : La Communale de Jean L'Hôte : le paysan
- 1965 : Lady L de Peter Ustinov : Bealu
- 1967 : L'Inconnu de Shandigor de Jean-Louis Roy : Schoskatovich
- 1967 : ¿Y mañana? d'Émile Degelin : Jeroom
- 1968 : Benjamin ou les Mémoires d'un puceau de Michel Deville : Camille
- 1969 : Les Têtes brûlées de Willy Rozier : Dante
- 1969 : Appelez-moi Mathilde de Pierre Mondy : Petitjean
- 1969 : Un merveilleux parfum d'oseille de Rinaldo Bassi : Job
- 1969 : Une veuve en or de Michel Audiard : Joseph

### 1970-1979
- 1970 : Au verre de l'amitié, court-métrage de Claude Makovski
- 1971 : Les Bidasses en folie de Claude Zidi : le colonel
- 1971 : Fantasia chez les ploucs de Gérard Pirès : oncle Noé
- 1972 : Le Chavalanthrope, court-métrage de Mario Ruspoli
- 1972 : Une journée bien remplie de Jean-Louis Trintignant : Jean Rousseau
- 1972 : Chut ! de Jean-Pierre Mocky : Fritz Ducharrel
- 1973 : La Brigade en folie de Philippe Clair : commissaire Richard
- 1973 : Cœur solitaire (Corazón solitario) de Francesc Betriu : Antonio
- 1973 : Vive la quille (Il colonnello Buttiglione diventa generale) de Mino Guerrini : colonel Rambaldo Buttiglione
- 1973 : Si, si, mon colonel (Un ufficiale non si arrende mai nemmeno di fronte all'evidenza, firmato Colonnello Buttiglione) de Mino Guerrini : colonel Buttiglione
- 1973 : Les Corps célestes de Gilles Carle : le curé
- 1974 : On demande professeur accompagné de ses parents (Professore venga accompagnato dai suoi genitori) de Mino Guerrini
- 1974 : L'erotomane de Marco Vicario : le psychanalyste
- 1974 : Voto di castità de Joe D'Amato : Annibale
- 1974 : La Grande Nouba de Christian Caza : le vicomte Célestin Galmiche de Quibedec
- 1974 : Le Colonel en folie (Basta con la guerra... facciamo l'amore) d'Andrea Bianchi : Gustavo
- 1974 : Les Trois Supermen du kung-fu (Crash! Che botte... Strippo strappo stroppio) de Bitto Albertini : l'ambassadeur des États-Unis
- 1975 : Ce cher Victor de Robin Davis : Victor Lasalle
- 1975 : Buttiglione diventa capo del servizio segreto de Mino Guerrini : Buttiglione
- 1976 : Il medico... la studentessa de Silvio Amadio : Colonnello Oreste Raselli
- 1976 : Dimmi che fai tutto per me de Pasquale Festa Campanile
- 1976 : Le Crabe-tambour de Pierre Schoendoerffer : le chef-mécanicien
- 1976 : La Victoire en chantant de Jean-Jacques Annaud : Paul Rechampot
- 1976 : La Grande Bagarre (Il soldato di ventura) de Pasquale Festa Campanile : Mariano
- 1977 : Le Kolonel pédale dans la choucroute (Von Buttiglione sturmtruppenführer) de Mino Guerrini : colonel Buttiglione
- 1978 : Nosferatu, fantôme de la nuit (Nosferatu: Phantom der Nacht) de Werner Herzog : le capitaine
- 1979 : Rue du Pied de Grue de Jean-Jacques Grand-Jouan : le commissaire

### 1980-1989
- 1980 : Le Cheval d'orgueil de Claude Chabrol : Alain, le grand-père
- 1980 : Un mauvais fils de Claude Sautet : Adrien Dussart
- 1982 : Y a-t-il un Français dans la salle ? de Jean-Pierre Mocky : Jean-Marie, le maître-chanteur
- 1984 : Ma fille, mes femmes et moi de Pier Giuseppe Murgia : le père de Davide
- 1984 : La Fièvre monte à Castelnau de Patrice Rolet
- 1984 : Grand-père s'est encore sauvé court-métrage de Jean-Claude Tourneur
- 1986 : Le Moulin de monsieur Fabre d'Ahmed Rachedi : Monsieur Fabre
- 1986 : L'Homme qui n'était pas là de René Féret : Pierre Strosser
- 1987 : Le Moulin de Dodé, court-métrage de Chantal Myttenaere
- 1988 : À notre regrettable époux de Serge Korber : Roméo
- 1988 : Mangeclous de Moshé Mizrahi : Mattathias
- 1988 : Le Radeau de La Méduse d'Iradj Azimi : scènes coupées au montage
- 1988 :  La Vouivre de Georges Wilson : Urbain

### 1990-2004
- 1991 : Les Enfants du naufrageur de Jerome Foulon : Petit Louis
- 1993 : Pétain de Jean Marbœuf : le maréchal Philippe Pétain
- 1997 : Homère, la dernière odyssée ou Homère, portrait de l'artiste dans ses vieux jours de Fabio Carpi : Dominique
- 1999 : C'est quoi la vie ? de François Dupeyron : Noël, le grand-père
- 1999 : Les Enfants du marais de Jean Becker : le vieil homme
- 2004 : Là-haut, un roi au-dessus des nuages de Pierre Schoendoerffer : le recteur

### Box-office
| Film                  | Années | Réalisateurs  | Entrées           |
| --------------------- | ------ | ------------- | ----------------- |
| La Guerre des boutons | 1962   | Yves Robert   | 9 959 601 entrées |
| Les Bidasses en folie | 1971   | Claude Zidi   | 7 460 911 entrées |
| Notre-Dame de Paris   | 1956   | Jean Delannoy | 5 687 222 entrées |

### Télévision
Note : la liste suivante est établie à partir des pages publiées en annexe des mémoires de Jacques Dufilho et de la page IMDB de l'acteur.

#### Téléfilms
- 1968 : Hélène ou la Joie de vivre de Claude Barma : Etéonus
- 1969 : Le Huguenot récalcitrant de Jean L'Hôte : Jérémie Boutre
- 1973 : Josse de Guy Jorré : Josse
- 1977 :  Milady de François Leterrier : le Commandant Gardefort
- 1978 : La Vigne à Saint-Romain de Jean Pradinas : Zacharie Saint-Romain
- 1978 : Ciné-roman de Serge Moati : M. La Flèche
- 1979 :  Pierrot mon ami de François Leterrier : Mounnezergues
- 1979 : Le Roi Muguet de Guy Jorré : Muguet
- 1978 : Les Insulaires de Gilles Grangier : M. Palladion
- 1980 : Talou, prince secret de Jean-Louis Roy : Von Krapp
- 1980 : Vincendon de Franck Appréderis : Vincendon
- 1980 : Solde de tous comptes de Jean Chapot
- 1980 : Fantômas de Claude Chabrol : Le commissaire Juve
- 1982 : Le Fou du viaduc de Guy Jorré
- 1982 : Les Longuelunes de Jean-Daniel Verhaeghe : Henri
- 1982 : Chêne et lapin angora de Georges Wilson  : Aloïs
- 1983 : L'Étrange Château du docteur Lerne de Jean-Daniel Verhaeghe : le docteur Lerne
- 1984 : Les Magiciens du mercredi de Freddy Charles : Oncle Georges
- 1984 : Les Insomnies de monsieur Plude de Jean Dasque : Serge Plude
- 1985 : Le Passage de Franck Appréderis : Poltneck
- 1986 : Une femme innocente de Pierre Boutron : Le mari
- 1990 : L'Ami Giono : Jofroi de la Maussan de Marcel Bluwal : Jofroi de la Maussan
- 1990 : Stirn et Stern de Peter Kassovitz : Félix Stern
- 1990 : Les Bottes de sept lieues de Hervé Baslé : Le marchand
- 1991 : Le Galopin de Serge Korber : Edouard de Robert
- 2000 : Jeanne, Marie et les autres de Jacques Renard : Frantz
- 2001 : Le Vieil Ours et l'enfant de Maurice Bunio : Juste

#### Séries télévisées et feuilletons
- 1962 : Le Théâtre de la jeunesse, épisode « L'Auberge de l'ange gardien » de Marcel Cravenne : Bournier
- 1967 : Lagardère de Jean-Pierre Decourt : Passepoil
- 1967 : Salle n° 8 de Jean Dewever et Robert Guez : Le clochard, ancien commandant (ép. 61, 62, 63, 64, 65)
- 1980 : Fantômas de Claude Chabrol et Juan Luis Buñuel : Le commissaire Juve
- 1984 : Ma fille, mes femmes et moi de Pier Giuseppe Murgia et Claude Brulé : Le père de Davide
- 1985 : Cinéma 16, épisode « Le soleil des autres » de Guy Jorré : Gédéon
- 1985 : Sogni e Bisogni de Sergio Citti : Le Mal
- 1986-1988 : Espionne et tais-toi, épisodes « L'homme qui n'en savait rien » et « Les vacances du pouvoir » de Claude Boissol : Krantz
- 1987 : Chahut-bahut de Jean Sagols : Jérôme
- 1988 : Le Vent des moissons de Jean Sagols : Alexandre Leclerc
- 1989 : Condorcet de Michel Soutter : Voltaire
- 1990 : Orages d'été, avis de tempête de Jean Sagols : Léon
- 1991 : Marie Pervenche, épisode « La planche étroite » de Jean Sagols : Halsey

#### Captations théâtrales
- 1953 : Le Village des miracles de René Lucot
- 1980 : Les Aiguilleurs de Raoul Sangla : le chef
- 1982 : Chêne et Lapins angora de Georges Wilson : Aloïs Grübel
- 1983 : L'Intoxe de Guy Séligmann : M. Doucet
- 1984 : Le Gardien de Yves-André Hubert : Davies
- 1995 : Ne coupez pas mes arbres de Michel Treguer : Sir William Belmont

## Théâtre
Note : la liste suivante est établie à partir des pages publiées en annexe des mémoires de Jacques Dufilho et de « l'inventaire du don Georges Vitaly» à l'Association de la Régie théâtrale.
| Année     | Titre                              | Auteur                               | Mise en scène        | Rôle                           | Théâtre                                                      |
| --------- | ---------------------------------- | ------------------------------------ | -------------------- | ------------------------------ | ------------------------------------------------------------ |
| 1939      | Les Fourberies de Scapin           | Molière                              | Jean Dasté           | Carle                          | Chapiteau du cirque Fanny (Paris)                            |
| 1939      | Le Médecin volant                  | Molière                              | Jean Dasté           | Un avocat                      | Chapiteau du cirque Fanny (Paris)                            |
| 1941      | 800 Mètres                         | André Obey                           | Jean-Louis Barrault  | Un athlète                     | Stade Roland-Garros                                          |
| 1942      | La Princesse des Ursins            | Simone Jollivet                      | Charles Dullin       | Un grand d'Espagne             | Théâtre Sarah-Bernhardt                                      |
| 1942      | Le Misanthrope et l'Auvergnat      | Eugène Labiche                       | Charles Dullin       | Machavoine                     | Théâtre Sarah-Bernhardt                                      |
| 1942      | Les Amants de Galice               | Lope de Vega                         | Charles Dullin       | -                              | Théâtre Sarah-Bernhardt                                      |
| 1942      | L'Avare                            | Molière                              | Charles Dullin       | Maître Jacques                 | Théâtre Sarah-Bernhardt                                      |
| 1942      | La Fontaine aux saints             | John Millington Synge                | André Clavé          | -                              | Théâtre Lancry                                               |
| 1945      | Les Gueux au paradis               | André Obey et G.M. Martens           | Maurice Jacquemont   | -                              | Comédie des Champs-Élysées                                   |
| 1945      | Le Faiseur                         | Honoré de Balzac                     | Charles Dullin       | Goulard                        | Théâtre Sarah-Bernhardt                                      |
| 1945-1946 | Les Frères Karamazov               | Fiodor Dostoïevski                   | André Barsacq        | Pavel Smerdiakov               | Théâtre de l'Atelier                                         |
| 1947      | L'An Mil                           | Jules Romains                        | Charles Dullin       | Un moine                       | Théâtre Sarah-Bernhardt                                      |
| 1947-1948 | L'Archipel Lenoir                  | Armand Salacrou                      | Charles Dullin       | Joseph, un domestique          | Théâtre Sarah-Bernhardt et tournée                           |
| 1949      | La Fête du gouverneur              | Alfred Adam                          | Jean-Pierre Grenier  | -                              | Théâtre de la Renaissance                                    |
| 1950      | Le bourreau s'impatiente           | Jean Sylvant                         | Roger Blin           | -                              | Théâtre de la Gaîté-Montparnasse                             |
| 1951      | Colombe                            | Jean Anouilh                         | André Barsacq        | La Surette                     | Théâtre de l'Atelier                                         |
| 1952      | Le Village des miracles            | G. M. Martens                        | Maurice Jacquemont   | Un prêtre                      | Studio des Champs-Élysées                                    |
| 1952      | La Petite Femme de Loth            | Tristan Bernard                      | Georges Vitaly       | -                              | Théâtre La Bruyère                                           |
| 1953      | La Garde-Malade                    | Henry Monnier                        | Georges Wilson       | -                              | Palais des papes (Festival d'Avignon)                        |
| 1953      | Le Médecin malgré lui              | Molière                              | Jean-Pierre Darras   | -                              | Palais des papes (Festival d'Avignon)                        |
| 1954      | La Condition humaine               | André Malraux                        | Marcelle Tassencourt | Emmelrich, un boxeur           | Théâtre Hébertot                                             |
| 1954      | La Marguerite                      | Armand Salacrou                      | -                    | -                              | Montréal (Canada)                                            |
| 1954      | Un Imbécile                        | Luigi Pirandello                     | -                    | -                              | Montréal (Canada)                                            |
| 1953-1954 | Colombe                            | Jean Anouilh                         | André Barsacq        | La Surette                     | Théâtre de l'Atelier et tournée Karsenty                     |
| 1955      | Le Mal court                       | Jacques Audiberti                    | Georges Vitaly       | Un maréchal, le père d'Alarica | Théâtre La Bruyère                                           |
| 1956      | Isabelle et le Pélican             | Marcel Franck                        | Marc Camoletti       | -                              | Théâtre Édouard-VII                                          |
| 1957      | La Nuit romaine                    | Albert Vidalie                       | Marcelle Tassencourt | Le confident                   | Théâtre Hébertot                                             |
| 1958      | Le Chinois                         | Pierre Barillet et Jean-Pierre Gredy | Georges Vitaly       | La Présidente                  | Théâtre La Bruyère                                           |
| 1958      | Le Ouallou                         | Jacques Audiberti                    | Georges Vitaly       | -                              | Théâtre La Bruyère                                           |
| 1958      | Le Système Ribadier                | Georges Feydeau                      | Georges Vitaly       | -                              | Théâtre La Bruyère                                           |
| 1958      | Le Serment d'Horace                | Henry Murger                         | Georges Vitaly       | -                              | Théâtre La Bruyère                                           |
| 1958      | La Petite Femme de Loth            | Tristan Bernard                      | Georges Vitaly       | -                              | Théâtre La Bruyère                                           |
| 1959      | Edmée                              | Pierre-Aristide Bréal                | Georges Vitaly       | -                              | Théâtre La Bruyère                                           |
| 1959      | L'Effet Glapion                    | Jacques Audiberti                    | Georges Vitaly       | -                              | Théâtre La Bruyère et tournée Karsenty                       |
| 1960-1961 | Le Mariage de Monsieur Mississippi | Friedrich Dürrenmatt                 | Georges Vitaly       | Un bourgeois                   | Théâtre La Bruyère                                           |
| 1961      | Le Rêveur                          | Jean Vauthier                        | Georges Vitaly       | Simon                          | Théâtre La Bruyère                                           |
| 1961      | Les Maxibules                      | Marcel Aymé                          | André Barsacq        | Bordeur, un acteur             | Théâtre des Bouffes-Parisiens                                |
| 1962      | L'Avare                            | Molière                              | André Barsacq        | Harpagon                       | Théâtre de l'Atelier                                         |
| 1965      | Pourquoi pas vamos ?               | Georges Conchon                      | Jean Mercure         | -                              | Théâtre Édouard-VII                                          |
| 1966      | Décibel                            | Julien Vartet                        | Pierre Dux           | -                              | Théâtre de la Madeleine                                      |
| 1966      | L'Effet Glapion                    | Jacques Audiberti                    | Jacques Audiberti    | -                              | Théâtre La Bruyère                                           |
| 1968      | Chêne et Lapins angora             | Martin Walser                        | Georges Wilson       | Aloïs Grubel                   | TNP (salle Gémier)                                           |
| 1969      | Le Gardien                         | Harold Pinter                        | Jean-Laurent Cochet  | Davies                         | Théâtre Moderne                                              |
| 1970      | Les Frères Karamazov               | Fiodor Dostoïevski                   | Georges Vitaly       | Pavel Smerdiakov               | Maison de la culture (Nantes)                                |
| 1977-1978 | Les Aiguilleurs                    | Brian Phelan                         | Georges Wilson       | Un aiguilleur                  | Théâtre de l'Œuvre et tournée                                |
| 1980      | L'Intoxe                           | Françoise Dorin                      | Jean-Laurent Cochet  | M. Doucet                      | Théâtre des Variétés                                         |
| 1982-1983 | Le Gardien                         | Harold Pinter                        | Georges Wilson       | Davies                         | Tournée en France et à l'étranger                            |
| 1984      | Sarah et le cri de la langouste    | John Murrel                          | Georges Wilson       | Pitou                          | Théâtre de l'Œuvre et tournée                                |
| 1984-1985 | L'Escalier                         | John Murrel                          | Georges Wilson       | Harry Leeds                    | Théâtre de l'Œuvre                                           |
| 1986-1987 | Léopold le bien-aimé               | Jean Sarment                         | Georges Wilson       | -                              | Théâtre de l'Œuvre                                           |
| 1988-1989 | Je ne suis pas Rappaport           | Herb Gardner                         | Georges Wilson       | -                              | Théâtre de l'Œuvre                                           |
| 1989      | Le Gardien                         | Harold Pinter                        | Georges Wilson       | Davies                         | Théâtre de l'Œuvre                                           |
| 1991      | Le Météore                         | Friedrich Dürrenmatt                 | Georges Wilson       | Un écrivain                    | Théâtre de l'Œuvre                                           |
| 1991      | Je ne suis pas Rappaport           | Herb Gardner                         | Georges Wilson       | -                              | Théâtre de l'Œuvre                                           |
| 1993      | Show Bis                           | Neil Simon                           | Georges Wilson       | Un vieil acteur                | Théâtre des Bouffes-Parisiens                                |
| 1993      | Ne coupez pas mes arbres           | W.-D. Home                           | Michel Roux          | Sir William Belmont            | Théâtre des Bouffes-Parisiens                                |
| 1993-1995 | Quelque part dans cette vie        | Israël Horovitz                      | Jacques Rosny        | Jacob Brakisch                 | Théâtre Marigny et tournée                                   |
| 1995      | Le Voyage                          | Gérald Aubert                        | Michel Fagadau       | Un ancien déporté              | Comédie des Champs-Élysées                                   |
| 1996-1997 | Colombe                            | Jean Anouilh                         | Michel Fagadau       | La Surette                     | Comédie des Champs-Élysées et tournée                        |
| 1997-1998 | Ma petite fille, mon amour         | Jean-Claude Sussfeld                 | Yves Le Moign'       | Léonce                         | Théâtre Montansier (Versailles), Théâtre Fontaine et tournée |

## Publications
- Jacques Dufilho, La route de Compostelle, Paris, La Table Ronde, 1977, 224 p. (ISBN 2-7103-1633-1 et 2710316331) Roman
- Jacques Dufilho, Les sirènes du bateau loup. Souvenirs, Paris, Fayard, 2003, 303 p. (ISBN 978-2-213-61512-7 et 2213615128) Autobiographie (avec la collaboration de Philippe Rège)

## Radio
- 1959-1961 : Les Aventures de Tintin d'après Hergé (feuilleton radiophonique de la Radiodiffusion-télévision française) : Professeur Tournesol

## Distinctions

### Récompenses
César du cinéma
- 1978 : César du meilleur acteur dans un second rôle pour Le Crabe-tambour
- 1981 : César du meilleur acteur dans un second rôle pour Un mauvais fils

Festival international du film de Saint-Sébastien
- 1999 : Coquille d'argent du meilleur acteur pour C'est quoi la vie ?

Les Molières
- 1988 : Molière du comédien pour Je ne suis pas Rappaport (mise en scène de Georges Wilson)

Trophée Béatrix Dussane
- 1969 : 1er lauréat du Trophée Béatrix Dussane pour Le Gardien (mise en scène de Jean-Laurent Cochet)

7 d'or
- 1988 : Meilleur comédien pour Une femme innocente

### Nominations
César du cinéma
- 2000 : nomination au César du meilleur acteur dans un second rôle pour C'est quoi la vie ?

Les Molières
- 1987 : nomination au Molière du comédien pour L'Escalier

### Décorations
- Chevalier de la Légion d'honneur [53] (1998)
- Croix de guerre 1939-1945  avec citation à l'ordre de l'Armée (1940)[n 4]
- Commandeur de l'ordre des Arts et des Lettres [65]

### Toponyme
- Rue Jacques-Dufilho à Oloron-Sainte-Marie (Pyrénées-Atlantiques)